# Typhlops luzonensis
Typhlops luzonensis este o specie de șerpi din genul Typhlops, familia Typhlopidae, descrisă de Taylor 1919. Conform Catalogue of Life specia Typhlops luzonensis nu are subspecii cunoscute.